# Home (더크스 벤틀리의 노래)
' Home '은 미국 컨트리 음악 아티스트 더크스 벤틀리(Derks Bentley) 가 공동 작사, 녹음한 곡이다. 2011년 10월 그의 2012년 동명 앨범의 두 번째 싱글로 발매됐다. 이 노래는 2012년 3월 미국 빌보드 핫 컨트리 송 차트 1위에 올랐다. Bentley는 Dan Wilson 및 Brett Beavers 와 함께 이 노래를 공동 작곡했다. 이 노래는 애리조나주 100주년 기념 공식 노래로 애리조나 100주년 위원회에서 선정되었다."홈"은 미국의 국가주의와 가족에 대한 감사의 표현을 다루고 있으며, 그의 특유의 목소리와 감동적인 가사로 인해 많은 청취자들에게 인기를 얻었다. 더크스 벤틀리는 이 노래를 통해 그의 뮤지션십과 송라이팅 능력을 입증하며, "홈"은 그의 대표곡 중 하나로 여겨진다.
이 노래는 그 후에 다양한 음악 차트에서 좋은 성과를 거둬, 벤틀리의 대표작 중 하나로 기억되고 있다. "홈"은 컨트리 뮤직 팬들 사이에서 특히 사랑받는 곡 중 하나로 자리매김했다.
"홈"이라는 단어는 노래 전반에 걸쳐 여러 의미로 사용되며, 가족, 고향, 그리고 정체성에 대한 감정을 상징적으로 표현하고 있다. 이는 청취자들에게 강한 공감과 연결을 유도하는 데 기여했다.
홈"은 어쿠스틱한 기타 소리와 베토벤의 "오드 투 조이"에서 영감을 받은 현악기 편성이 특징적인 멜로디로 이루어져 있다. 곡의 전체적인 분위기는 따뜻하고 감동적인 느낌을 전한다.

## 곡 배경
이 노래는 2011년 1월 6명이 사망하고 미국 대표 Gabby Giffords가 중상을 입은 애리조나 주 투산 총격 사건에서 영감을 받았다 Bentley는 The Desert Sun과 의 인터뷰에서 총격 사건이 발생한 직후 노래를 작곡한 다른 두 작가인 Dan Wilson과 Brett Beavers와 함께 앉아 비극을 이해하려고 노력했다고 말했다. 그는 또한 "노래는 국가에 대한 존재감과 추억에 관한 것이다. 미국에 대한 생각은 사람마다 조금씩 다르다"라고 지적한다.
2012년 1월, 싱어송라이터 Jason Isbell은 Bentley가 멜로디가 거의 동일한 자신의 노래 "In a Razor Town"을 표절했다고 생각한다고 트위터에 게시했다. Isbell이 Bentley가 "그 아이디어를 테이블에 가져왔다"고 트윗하자 Bentley는 "그건 정말 웃긴 일이군요!"라고 대답했다. Bentley는 또한 노래 작곡에 대해 논의한 공동 작가 Dan Wilson과의 이전 인터뷰에 연결했다. Wilson은 그와 Brett Beavers가 구절의 멜로디를 개발하고 Bentley가 코러스의 후크를 생각해 내면서 이것이 공동 작업이라고 말했다. 1월 7일, Isbell은 트위터를 통해 Bentley와 싸우지 않겠다고 밝혔다.
가사는 미국의 자연 경치와 문화에 대한 사랑을 담고 있으며, "홈"이라는 단어는 그가 자란 곳, 소속감을 느끼는 곳, 그리고 마지막으로는 가족과의 진정한 연결성을 의미한다. 따라서 이 노래는 듣는 이에게 고요하고 평화로운 감정을 전하며, 많은 청취자들에게 감동과 공감을 준 곡 중 하나이다.
"홈"은 어쿠스틱한 기타 소리와 베토벤의 "오드 투 조이"에서 영감을 받은 현악기 편성이 특징적인 멜로디로 이루어져 있다. 곡의 전체적인 분위기는 따뜻하고 감동적인 느낌을 전한다.

## 비판적인 반응
Taste of Country 의 Billy Dukes는 "'Home'의 분위기는 그가 라디오에 발표한 그 어떤 것과도 다르다"며 별 5개 만점에 별 3개 반을 주었지만 "몇 번 듣고 나면 충격이 사라진다"고 말했다. Bentley의 노력을 높이 평가할 수 있다." Roughstock 의 Matt Bjorke는 노래에 별 5개 중 5개를 주면서 "Dierks는 일부 취향에 비해 너무 시끄럽고 오케스트라에 굴복하지 않고 규모와 멜로디 측면에서 프로덕션 '서사시'를 유지했다."라고 썼다. 또한 빌보드 에서 긍정적인 평가를 받았는데, 데보라 에반스 프라이스는 "가사는 우리나라의 아름다움과 힘에 대한 그림 같은 초상화를 그리는 반면, 멜로디는 가을 노을처럼 청취자를 감싸고 있다"고 말했다. 그녀는 또한 "절제된" 프로덕션을 칭찬하고 Bentley를 "재주 있는" 작곡가라고 불렀다. Bentley의 공연으로 그는 그래 미상 최우수 컨트리 솔로 공연 부문 후보에 올랐다.
어떤 리스너들은 "홈"의 주제가 상투적이거나 고전적이라고 느낄 수 있다. 이는 가족, 고향, 국가적인 아이덴티티에 대한 노래가 다소 일상적이거나 널리 다뤄진 주제로 느껴질 수 있다는 것을 의미한다.

## 뮤직 비디오
뮤직 비디오는 Deaton-Flanigen Productions가 감독했으며 2011년 월에 초연되었다.
1. 자연과 고향의 테마: 뮤직 비디오에서는 미국의 다양한 지역에서의 아름다운 자연 풍경과 고향의 테마가 강조된다. 이는 노래의 주제와 함께 더크스 벤틀리가 자란 곳에 대한 동경과 애정을 시각적으로 나타낸 것이다.
2. 가족과 커뮤니티: 뮤직 비디오에서는 가족과 함께하는 모습, 지역 커뮤니티의 활동, 자연 속에서의 즐거운 순간들이 담겨 있다. 이를 통해 노래의 텍스트에서 강조된 "홈"의 의미가 시각적으로 표현되었다.
3. 다양성과 통합: 비디오에는 다양한 인물과 커뮤니티의 다양성이 강조되어 있다. 이는 노래가 다양한 청취자들에게 소통하고자 하는 메시지를 반영한 것으로 보인다.
4. 편안하고 따뜻한 분위기: 뮤직 비디오는 전반적으로 편안하고 따뜻한 느낌을 전달하며, 더크스 벤틀리의 음악 스타일과 공감을 유발하려는 의도가 묻어나온다.

이러한 시각적인 표현은 곡의 감정과 메시지를 강화하고, 청취자들에게 음악을 통해 전달하고자 하는 느낌을 더욱 명확하게 전달하기 위해 고안된 것으로 보인다.

## 차트 성과
"Home"은 2011년 10월 15일 주간 미국 빌보드 핫 컨트리 송 차트 53위로 데뷔했다 또한 2011년 11월 26일 주 빌보드 핫 100 에서 70위로 데뷔했다. 또한 2012년 2월 25일 주 Canadian Hot 100 차트에서 62위로 데뷔했다.
| 차트(2012)                | 위치 |
| ------------------------- | ---- |
| 미국 컨트리 송 ( 빌보드 ) | 16   |

## 인증
| 국가                       | 인증 | 판매량/출하량 |
| -------------------------- | ---- | ------------- |
| 미국 (RIAA)                | 골드 | 500,000^      |
| ^출하량을 기반으로 한 인증 |      |               |